# Mauro Biello
Mauro Biello (ur. 8 sierpnia 1972 w Montrealu) – kanadyjski piłkarz pochodzenia włoskiego występujący na pozycji napastnika, reprezentant Kanady, trener piłkarski.
Jego syn Alessandro Biello również jest piłkarzem.